# Dexter Cambridge
Pour les articles homonymes, voir Cambridge.
Dexter Cambridge, né le 29 janvier 1970 à Eleuthera, aux Bahamas, est un joueur bahaméen de basket-ball. Il évolue durant sa carrière au poste d'ailier fort.